# Перо Ђ. Шоћ
Перо Ђ. Шоћ (10. јул 1884) је био црногорски краљевски министар, доктор наука и масон.
Прије Првог свјетског рата био је чиновник Црногорског телеграфа, Министарства финансија и Министарства иностраних послова.
Као стални члан Краљевске владе Црне Горе (Савјета министара) у егзилу (са премијером Јованом Пламенцем и генералом Милутином Вучинићем), Шоћ је један од најзначајнијих дипломатских бораца за право, част и слободу у Црној Гори.
1926. године, после амнестије, Шоћ се преселио у Београд, али више није улазио у политику. Од 1929. био је директор ПТТ Југославије, као и публициста и истраживач историје.
У Београду је 1933. године основао Друштво за проучавање историје Црне Горе.